# Doutrina Kennedy

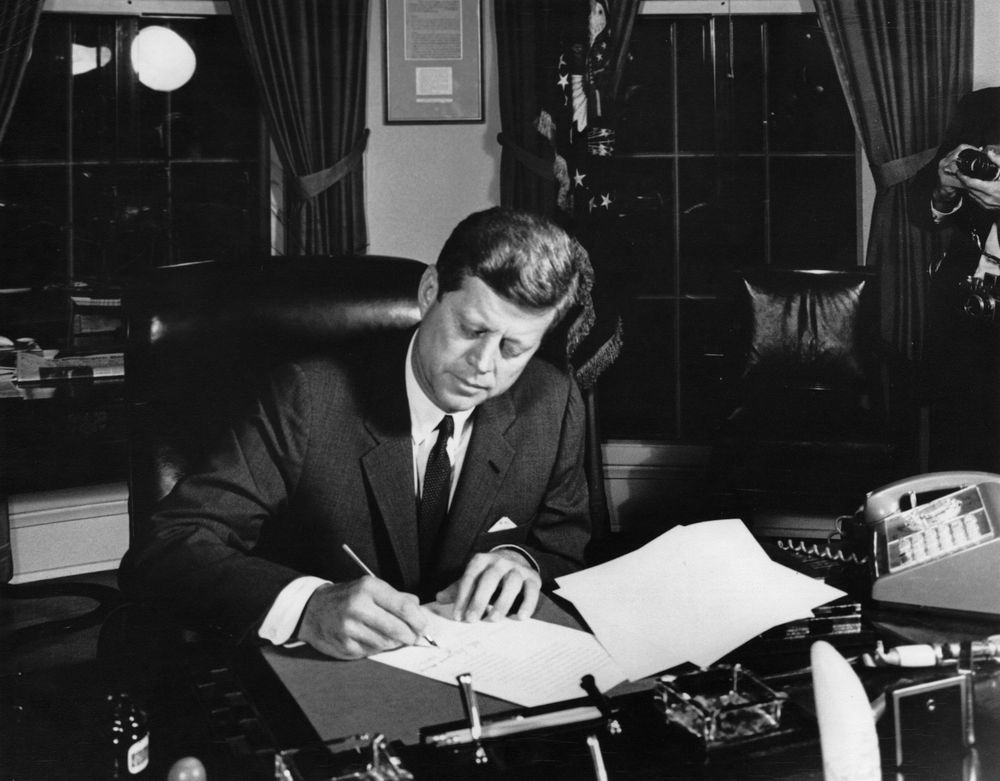
O Presidente John F. Kennedy assina a proclamação 3504, autorizando a quarentena naval à Cuba Comunista

A Doutrina Kennedy se refere às iniciativas da política externa do 35° Presidente dos Estados Unidos, John Fitzgerald Kennedy, em relação a América Latina durante o seu mandato entre 1961 e 1963. Kennedy manifestou apoio a contenção do crescimento do Comunismo e a reversão do progresso do comunismo no Hemisfério Ocidental.

## Discurso de posse: "pagar qualquer preço, suportar qualquer encargo"
Em seu Discurso Inaugural em 20 de janeiro de 1961, o Presidente Kennedy apresentou ao povo americano um projeto sobre o qual as futuras iniciativas de política externa de seu governo viriam a representar. Nesse discurso, Kennedy avisou “ Deixe cada nação saber, caso nos deseje bem ou fraqueza, que pagaremos qualquer preço, suportaremos qualquer encargo, atenderemos a qualquer dificuldade, apoiaremos qualquer amigo, oporemos todos os inimigo, a fim de assegurar a sobrevivência e o sucesso da liberdade.” Ele também pediu ao povo para ajudar na “Luta contra os inimigos comuns do ser humano: tirania, pobreza, doenças, e a própria guerra.” foi nesse discurso que as pessoas comuns começou a pensar sobre a Guerra Fria, e a mentalidade de nós contra eles que dominou a administração Kennedy.

## Contenção da Guerra Fria
Uma crença dominante durante a administração Kennedy era a necessidade de conter o comunismo a qualquer custo. Nesse ambiente de guerra fria, Kennedy falou da “necessidade da força militar na luta contra o comunismo serem equilibrados com esperanças para o desarmamento e cooperação global.” Outro tema comum da política externa de Kennedy era a crença de que os Estados Unidos tinham a habilidade de controlar eventos no sistema internacional. Kennedy expressou sua ideia quando ele declarou, “Na longa história do mundo apenas algumas gerações têm sido concedidas com a função de defender a liberdade na sua hora de maior perigo. Eu não vou fugir desta responsabilidade - eu aceito a função.”

## Precedentes históricos
A Doutrina Kennedy era essencialmente uma expansão da política externa das administrações de Dwight D. Eisenhower e Harry S. Truman. A política externa de todos esses presidentes tinha o objetivo de conter o comunismo e os meios com que os Estados Unidos iriam disseminar essa iniciativa. A Doutrina Truman focou-se em conter o comunismo dando assistência aos países resistindo ao comunismo na Europa.
A Doutrina Eisenhower focou-se em prover assistência dando assistência militar e econômica para as nações resistindo ao comunismo no Oriente Médio, e aumentando a ajuda estado-unidense na América Latina. A Doutrina Kennedy era baseado nos mesmos objetivos, mas era mais preocupada em conter o  comunismo e a Influência Soviética na América Latina após a Revolução Cubana que pôs Fidel Castro durante a administração Eisenhower durante os anos 1950.

## Aliança para o Progresso
Em seu discurso inaugural, Kennedy falou de uma aliança para o progresso com os países da América Latina. Essa aliança foi endereçada aos Diplomatas Latino americanos e membros do congresso americano em 13 de março de 1961 ele se baseou nas promessas do seu discurso inaugural. "Eu chamei a todos os povos do hemisfério para participar de uma nova Aliança para o Progresso - alianza para el Progreso - um esforço cooperativo, sem paralelo na magnitude e nobreza de propósito, para satisfazer as necessidades básicas do povo americano para residências, trabalho e terra, saúde e escolas - techo, trabajo y tierra, salud y escuela.”
No discurso, Kennedy reafirmou a mensagem de que os Estados Unidos iria defender a qualquer país cuja independência está em risco, prometendo aumentar o uso do programa de comida por paz e iria oferecer ajuda econômica a todas as nações que precisam. Ele declarou que os países da América Latina deveriam promover as mudanças sociais e que deveria aumentar a integração econômica. “Para atingir este objetivo a liberdade política deve acompanhar o progresso material. Nossa Aliança para o Progresso é uma aliança de governos livres - que devem trabalhar para eliminar a tirania de um hemisfério em que não tem lugar legítimo. Portanto, vamos expressar nossa amizade especial ao povo de Cuba e da República Dominicana - e a esperança de que em breve esses povos se juntem à sociedade de homens livres, unindo-se a nós no nosso esforço comum.”

## Debate sobre o papel dos Estados Unidos
Muitos questionaram o Discurso Inaugural de Kennedy, e a visão de política externa expressada por esse discurso "descreve um papel adequado, racional e prudente para os Estados Unidos no mundo" e questiona "se é um esboço para uma era de negociação e alojamento e amizade; ou se é uma receita para um globalismo insustentável, conduzindo inevitavelmente a um aumento das áreas de conflito, a uma intensificação da corrida armamentista, e à preocupação americana com envolvimento, de uma forma ou de outra, nos assuntos de quase todos os países do mundo.”
O que permanece claro é que Kennedy era profundamente envolvido e acreditava no seu plano de política externa. W. Averell Harriman serviu em nome da administração de Kennedy em diversas capacidades, ele observou: "O presidente Kennedy foi o primeiro Presidente, que eu saiba, que era realmente seu próprio secretário de Estado. Ele lidou com todos os aspectos da política externa, e ele sabia de tudo que estava acontecendo."

## Eventos derivados
Alguns dos eventos mais notáveis que ocorreram devido as iniciativas do seu plano de política externa que ocorreram para ajudar a América Latina e conter o comunismo foram:
- A Invasão da Baía dos Porcos em 17 de abril de 1961.
- Aumento do envolvimento americano na Guerra do Vietnã, 1962.
- Crise dos mísseis de Cuba em outubro de 1962.
- Ratificação do Tratado de Não Proliferação de Armas Nucleares em julho de 1963.